# NGC 6491
NGC 6491 este o galaxie spirală situată în constelația Dragonul. A fost descoperită în 13 iunie 1885 de către Lewis A. Swift.